# Scotoleon peregrinus
Scotoleon peregrinus är en insektsart som först beskrevs av Hagen 1861.  Scotoleon peregrinus ingår i släktet Scotoleon och familjen myrlejonsländor. Inga underarter finns listade i Catalogue of Life.